# عمانويل غريب
عمانويل غريب (1950-)، قس كويتي وراعي الكنيسة الإنجيلية الوطنية في الكويت، يمثل الأقلية المسيحية في الكويت، ويعتبر أول قس خليجي معاصر يشغل هذا المنصب، كما أنه أول قس معاصر يرتدي زي الكنيسة إضافة إلى الكوفية خلال أداء الطقوس الدينية، لكنه يرتدي الزي الوطني الكويتي في الأحوال العادية.

## حياته
ولد في الكويت من مواليد المستشفى الاميركاني عام 1950 وعائلته كانت تسكن أحد البيوت الكائن خلف المستشفى الاميركي في منطقة الوطية التي كانت تسمى بيوت الحمد ووالده قدم إلى الكويت من جنوب شرق تركيا عام 1928 ليقيم مع خاله يعقوب شماس. عائلة أبيه من أصول آشورية، وتعود أصولها إلى قرية كربوران بمحافظة ماردين الواقعة في جنوب شرق تركيا حيث ولد ونشأ والده ونزح إلى الكويت خلال مذابح سيفو في الدولة العثمانية. أما أمه فتنتمي إلى طائفة السريان الأرثوذكس وتعود أصولها إلى مدينة الموصل.
التحق بجامعة الكويت كلية العلوم درس الكيمياء والجيولوجيا وانتهى من الدراسة الجامعية عام 1971 وفي نفس العام التحق في وزارة النفط بوظيفة باحث جيولوجي وترقى إلى وظيفة باحث جيولوجي أول ومنها ترقى إلى وظيفة مراقب الحفر والإنتاج ثم تدرج إلى وظيفة مدير الحاسب الإلكتروني بالوكالة حتى تقاعد عام 1996.

## انتخابه
تم انتخاب عمانويل غريب للكنيسة عام 1992، ورسم قساً ونُصب راعياً للكنيسة عام 1999 ويعتبر القس عمانويل أول مسيحي كويتي تتم رسامته لرعاية الكنيسة الانجيلية الوطنية في الكويت. وقال إن أعداد المسيحيين الكويتيين يبلغ 150 مواطنا ما بين ذكر وانثى يعاملون كبقية المواطنين الكويتيين بدون أي تفرقة أو تميز.

## وصلات خارجية
- "عمانويل غريب: القس الأمريكي تيري جونز الذي أقدم على حرق القرآن «مو صاحي» - الوطن". مؤرشف من الأصل في 2019-12-10. اطلع عليه بتاريخ 2015-01-02.